# Rizal Ghazali
Rizal Ghazali (* 1. Oktober 1992 in Kedah), mit  vollständigen Namen Mohd Rizal bin Mohd Ghazali, ist ein malaysischer Fußballspieler.

## Karriere

### Verein
Rizal Ghazali stand von 2011 bis 2015 bei Perlis FA im malaysischen Kangar unter Vertrag. 2011 spielte der Verein in der ersten Liga, der Malaysia Super League. Ende 2011 stieg er mit dem Verein in die zweite Liga ab. Von 2012 bis 2014 spielte er mit Perlis in der Malaysia Premier League. Ende 2014 musste er mit dem Klub den Weg in die Drittklassigkeit antreten. Ein Jahr später stieg man direkt als Vizemeister der FAM League wieder in die zweite Liga auf. Nach dem Aufstieg verließ er den Verein und schloss sich dem Erstligaaufsteiger Kedah FA aus Alor Star an. 2016 gewann er mit Kedah den Malaysia Cup. Im Finale besiegte man im Elfmeterschießen den Selangor FA. Den Malaysia FA Cup gewann er 2017 und 2019. 2017 besiegte man im Endspiel Pahang FA mit 3:2, 2019 gewann man mit 1:0 gegen Perak FA. Den Piala Sumbangsih gewann er 2017. Das Spiel gegen den Johor Darul Ta’zim FC gewann man im Elfmeterschießen. 2020 feierte er mit Kedah die Vizemeisterschaft. Nach über 100 Erstligaspielen wechselte er im Dezember 2021 zum ebenfalls in der ersten Liga spielenden Sabah FC.

### Nationalmannschaft
Rizal Ghazali spielt seit 2016 in der malaysischen Nationalmannschaft.

## Erfolge
Perlis FA
- FAM League 2015 (Vizemeister)  ▲

Kedah FA
- Malaysia Cup: 2016
- Malaysia FA Cup: 2017, 2019
- Piala Sumbangsih: 2017
- Malaysia Super League: 2020 (Vizemeister)